# Glória e Vera Cruz
Glória e Vera Cruz è una parrocchia civile (freguesia) nel comune di Aveiro. È stata istituita nel 2013 dalla fusione delle freguesias di Glória e Vera Cruz. La popolazione nel 2011 era di 18 756 abitati, su una superficie di 45,32 km².